# Oceania Rugby Sevens Challenge 2022
El Oceania Rugby Sevens Challenge de 2022 fue un torneo de rugby 7 disputado por las selecciones nacionales masculinas pertenecientes a Oceania Rugby.
Se disputó entre el 19 y 20 de noviembre en Brisbane, Australia.
El torneo otorgó dos plazas para el Challenger Series 2023.

## Fase de grupos

### Grupo A
| Pos | Países     | Partidos | Partidos | Partidos | Tantos | Tantos | Tantos | Pts |
| Pos | Países     | G        | E        | P        | PF     | PC     | DP     | Pts |
| --- | ---------- | -------- | -------- | -------- | ------ | ------ | ------ | --- |
| 1   | Tonga      | 3        | 0        | 0        | 103    | 26     | +77    | 9   |
| 2   | Australia  | 2        | 0        | 1        | 86     | 32     | +54    | 7   |
| 3   | Islas Cook | 1        | 0        | 2        | 32     | 85     | -53    | 5   |
| 4   | Vanuatu    | 0        | 0        | 3        | 17     | 95     | -78    | 3   |

| 19 de noviembre | Tonga | 22 - 21 | Australia |  |  |

| 19 de noviembre | Islas Cook | 22 - 12 | Vanuatu |  |  |

| 19 de noviembre | Australia | 31 - 5 | Islas Cook |  |  |

| 19 de noviembre | Tonga | 39 - 0 | Vanuatu |  |  |

| 19 de noviembre | Tonga | 42 - 5 | Islas Cook |  |  |

| 19 de noviembre | Australia | 34 - 5 | Vanuatu |  |  |

### Grupo B
| Pos | Países             | Partidos | Partidos | Partidos | Tantos | Tantos | Tantos | Pts |
| Pos | Países             | G        | E        | P        | PF     | PC     | DP     | Pts |
| --- | ------------------ | -------- | -------- | -------- | ------ | ------ | ------ | --- |
| 1   | Papúa Nueva Guinea | 2        | 0        | 1        | 125    | 19     | +106   | 7   |
| 2   | Islas Salomón      | 2        | 0        | 1        | 95     | 40     | +55    | 7   |
| 3   | Niue               | 2        | 0        | 1        | 65     | 47     | +18    | 7   |
| 4   | Kiribati           | 0        | 0        | 3        | 0      | 179    | -179   | 3   |

| 19 de noviembre | Papúa Nueva Guinea | 78 - 0 | Kiribati |  |  |

| 19 de noviembre | Islas Salomón | 35 - 5 | Niue |  |  |

| 19 de noviembre | Niue | 14 - 12 | Papúa Nueva Guinea |  |  |

| 19 de noviembre | Islas Salomón | 55 - 0 | Kiribati |  |  |

| 19 de noviembre | Papúa Nueva Guinea | 35 - 5 | Islas Salomón |  |  |

| 19 de noviembre | Niue | 46 - 0 | Kiribati |  |  |

## Fase final

### Definición 5° puesto
|  | Semifinal | Semifinal | Semifinal |         |           | 5° puesto | 5° puesto | 5° puesto |  |
|  |           |           |           |         |           |           |           |           |  |
|  |           |           |           |         |           |           |           |           |  |
|  | Niue      | Niue      | 0         |         |           |           |           |           |  |
|  | Niue      | Niue      | 0         |         |           |           |           |           |  |
|  | Australia | Australia | 57        |         |           |           |           |           |  |
|  | Australia | Australia | 57        |         | Australia | Australia | Cancelado |           |  |
|  |           |           |           |         | Australia | Australia | Cancelado |           |  |
|  |           |           | Vanuatu   | Vanuatu | Cancelado |           |           |           |  |
|  | Vanuatu   | Vanuatu   | Vanuatu   | Vanuatu | Cancelado | 64        |           |           |  |
|  | Vanuatu   | Vanuatu   |           |         |           | 64        |           |           |  |
|  | Kiribati  | Kiribati  | 0         |         |           | 7° puesto | 7° puesto | 7° puesto |  |
|  | Kiribati  | Kiribati  | 0         |         |           | 7° puesto | 7° puesto | 7° puesto |  |
|  |           |           |           |         |           |           |           |           |  |
|  |           |           |           |         |           | Niue      | Niue      | 36        |  |
|  |           |           |           |         |           | Niue      | Niue      | 36        |  |
|  |           |           |           |         |           | Kiribati  | Kiribati  | 7         |  |
|  |           |           |           |         |           | Kiribati  | Kiribati  | 7         |  |
|  |           |           |           |         |           |           |           |           |  |

### Copa de oro
- Australia al ser un equipo invitado no podía competir por el campeonato.

|  | Cuartos de final   | Cuartos de final   | Cuartos de final   |                    |                    | Semifinales        | Semifinales | Semifinales |               |               | Copa         | Copa         | Copa      |  |
|  |                    |                    |                    |                    |                    |                    |             |             |               |               |              |              |           |  |
|  |                    |                    |                    |                    |                    |                    |             |             |               |               |              |              |           |  |
|  | Tonga              | Tonga              | 64                 |                    |                    |                    |             |             |               |               |              |              |           |  |
|  | Tonga              | Tonga              | 64                 |                    |                    |                    |             |             |               |               |              |              |           |  |
|  | Kiribati           | Kiribati           | 0                  |                    |                    |                    |             |             |               |               |              |              |           |  |
|  | Kiribati           | Kiribati           | 0                  |                    | Tonga              | Tonga              | 36          |             |               |               |              |              |           |  |
|  |                    |                    |                    |                    | Tonga              | Tonga              | 36          |             |               |               |              |              |           |  |
|  |                    |                    | Islas Salomón      | Islas Salomón      | 0                  |                    |             |             |               |               |              |              |           |  |
|  | Islas Salomón      | Islas Salomón      | Islas Salomón      | Islas Salomón      | 0                  | 36                 |             |             |               |               |              |              |           |  |
|  | Islas Salomón      | Islas Salomón      |                    |                    |                    |                    |             |             |               |               |              |              |           |  |
|  | Vanuatu            | Vanuatu            | 12                 |                    |                    |                    |             |             |               |               |              |              |           |  |
|  | Vanuatu            | Vanuatu            | 12                 |                    |                    |                    |             |             |               | Tonga         | Tonga        | Cancelado    |           |  |
|  |                    |                    |                    |                    |                    |                    |             |             |               | Tonga         | Tonga        | Cancelado    |           |  |
|  |                    |                    | Papúa Nueva Guinea | Papúa Nueva Guinea | Cancelado          |                    |             |             |               |               |              |              |           |  |
|  | Papúa Nueva Guinea | Papúa Nueva Guinea | Papúa Nueva Guinea | Papúa Nueva Guinea | Cancelado          | 19                 |             |             |               |               |              |              |           |  |
|  | Papúa Nueva Guinea | Papúa Nueva Guinea |                    |                    |                    |                    |             |             |               |               |              |              |           |  |
|  | Australia          | Australia          | 36                 |                    |                    |                    |             |             |               |               |              |              |           |  |
|  | Australia          | Australia          | 36                 |                    | Papúa Nueva Guinea | Papúa Nueva Guinea | 21          |             |               | Tercer lugar  | Tercer lugar | Tercer lugar |           |  |
|  |                    |                    |                    |                    | Papúa Nueva Guinea | Papúa Nueva Guinea | 21          |             |               | Tercer lugar  | Tercer lugar | Tercer lugar |           |  |
|  |                    |                    | Islas Cook         | Islas Cook         | 12                 |                    |             |             |               |               |              |              |           |  |
|  | Islas Cook         | Islas Cook         | Islas Cook         | Islas Cook         | 12                 | 22                 |             |             | Islas Salomón | Islas Salomón | Cancelado    |              |           |  |
|  | Islas Cook         | Islas Cook         |                    |                    |                    |                    |             |             | Islas Salomón | Islas Salomón | Cancelado    |              |           |  |
|  | Niue               | Niue               | 5                  |                    |                    |                    |             |             |               |               | Islas Cook   | Islas Cook   | Cancelado |  |
|  | Niue               | Niue               | 5                  |                    |                    |                    |             |             |               |               | Islas Cook   | Islas Cook   | Cancelado |  |
|  |                    |                    |                    |                    |                    |                    |             |             |               |               |              |              |           |  |

### Posiciones finales
Debido a inclemencias climáticas, varios partidos definitorios no fueron disputados, por lo tanto la organización, se baso en los resultados de la fase regular para determinar las posiciones finales.
| Posición | Equipo             |
| -------- | ------------------ |
| 1.º      | Tonga              |
| 2.º      | Papúa Nueva Guinea |
| 3.º      | Islas Salomón      |
| 4.º      | Islas Cook         |
| 5.º      | Australia          |
| 6.º      | Vanuatu            |
| 7.º      | Niue               |
| 8.º      | Kiribati           |